# Borotice (okres Příbram)
Borotice (německy Borotitz) jsou obec v okrese Příbram ve Středočeském kraji, asi 9 km jihovýchodně od Dobříše. Žije zde 426 obyvatel.
Obec se nachází v kopcovitém kraji na úpatí vrchů Rohatec a Skála. 

## Historie
Své jméno odvozuje ves od údajného zakladatele Boruty, jehož potomci se zvali Borutici. Z toho se ustálil název osady Borotice, což znamená ves lidí Borotových. První písemná zmínka o Boroticích pochází z roku 1207, kdy papež Inocenc III. potvrdil řádu německých rytířů vlastnictví Borotic a dalších vesnic. Za krále Václava I. se ves stala majetkem české koruny. Později vesnici zakoupila Konstancie Uherská, vdova po českém králi Přemyslu Otakaru I. Její dcera Anežka Přemyslovna, později blahoslavená Anežka Česká, založila v Praze klášter klarisek a stala se jeho první abatyší. Matka jí v roce 1233 darovala Borotice a další vesnice. V roce 1234 vzniklo při klášteře blahoslavené Anežky špitální bratrstvo sv. Františka, které se o tři roky později stalo samostatnou řeholí řádu křižovníků s červenou hvězdou a křížem. Anežka tomuto řádu věnovala roku 1238 Borotice spolu s dalšími dvěma vesnicemi a řád je držel až do roku 1948.
Řád křižovníků zřídil roku 1253 v Boroticích svou faru a kostel, zasvěcený Nanebevzetí Panny Marie. Křižovníci považovali Borotice za centrum své oblasti, a proto bylo celé okolí nazýváno Borotickem. V roce 1610 bylo v Boroticích osm osedlých s koňmi, kteří odváděli křižovnickému špitálu platby z kopanin a luk, měli povinnost posílat lidi k honům a na žně do Dobřichovic, rovněž tak z borotické rychty splavovat do Prahy ročně 83 vorů dřeva. K borotické rychtě patřil Hubenov s devíti osedlíky, kteří měli stejné povinnosti, jakož i platit jednu libru ručničního prachu při lovu. Pole na stráních nebyla příliš úrodná, již roku 1717 byla v katastru vedena s označením "pole špatná". Další orná půda se získávala přikopáváním a často i rozoráváním luk a pastvin. Úrodnější pole byla pouze v údolích. Pěstovaly se tu všechny druhy obilí, brambory a řepa. Téměř všichni sedláci měli své lesy. V obci byl lesní velkostatek řádu křižovníků, obecní žulový lom a malá cihelna.
V době třicetileté války v letech 1618-1648 byly Borotice vypáleny švédským vojskem pod velením generála Banera. Trvalo téměř 150 let, než došlo k dalšímu rozkvětu Borotic. Zpustošená fara byla obnovena až v roce 1786. Od 17. století bývaly Borotice významný poutním místem, kde poutníci uctívali sošku Panny Marie Nanebevzaté. Kostel byl v roce 1897 důkladně opraven a byla přistavěna nová věž s hodinami. Ze staré zvonice byly do věže přeneseny zvony z roku 1569, 1586, 1635 a 1715 (poslední byl za první světové války zrekvírován). Zrekonstruovaný kostel byl znovu vysvěcen za velké účasti lidu a velmistra křižovníků. V kostele pod kazatelnou stojí památná cínová křtitelnice s letopočtem 1602.
Borotice bývaly kromě Hubenova spojeny i s obcí Drašetice. V roce 1881 se osamostatnily a prvním starostou samostatných Borotic byl zvolen Josef Mašek, rolník a hostinský v č. 18. Hospodářství a hostinci č. 18 vedle kostela se odedávna říkalo U Mašků. Bývala to krčma vejsadní, zmiňovaná již v roce 1605. První Mašek je v ní doložen roku 1692, avšak vzhledem k tomu, že předchozí zápis je z roku 1651, mohl zde být i dříve. Podle ceny 300 zlatých, která se řídila velikostí statku a rozlohy polí lze usuzovat, že v roce 1763 byl Maškův statek s krčmou druhým největším hospodářstvím v obci. Hospoda je zde provozována nepřetržitě dodnes. Roku 1887 byl v Boroticích zřízen poštovní úřad. Od roku 1914 měl pronajatu poštovní dopravu z Borotic do Dobříše František Mašek z č. 25; do roku 1929 ji zajišťoval s koňským potahem, poté až do své smrti v roce 1931 měl poštovní autodopravu. K prvnímu veřejnému telefonnímu spojení v obci došlo roku 1937, kdy byla na poště otevřena veřejná telefonní hovorna. Roku 1896 byla v Boroticích zřízena četnická stanice a v roce 1902 tu byla postavena četnická kasárna. Dobrovolný hasičský sbor byl založen roku 1898, o dva roky později tu byl otevřen Spořitelní a záložní spolek, tzv. kampelička, která existovala do roku 1953. Při nové škole, postavené roku 1901, byl o dvanáct let později pořádán bezplatný šestitýdenní "Praktický hospodyňský kurz", v němž měly venkovské dívky nabýt znalosti ve vaření, úpravě stravy pro nemocné, konzervování potravin, výrobě sýrů, šití, výchově dětí, zdravovědě, chovatelství domácího zvířectva i v domácím účetnictví. Při škole byla také roku 1928 zřízena Lidová škola hospodářská. V zimě roku 1933 bylo ve škole zahájeno vaření polévek pro školní děti a roku 1935 byla v hostinci U Mašků uspořádána slavnostní besídka, jejíž výtěžek byl věnován školní "polévkárně".
Ani kultura a sport nepřišly zkrátka. V roce 1919 byl založen divadelní spolek ochotníků Komenský. Při svém založení v roce 1921 čítala Tělocvičná jednota Orel 50 členů a její první ples se odbýval v hostinci U Mašků. Téhož roku zde byla také založena Tělocvičná jednota Sokol s 31 členy. Od roku 1924 měl Sokol svoji spolkovou místnost v hostinci U Mašků, kde také pořádal svá divadelní představení, plesy a silvestrovské večery, rovněž tak valné hromady. Maškové působili ve třicátých letech 20. století ve výboru Sokola; v roce 1947 byla Milena Mašková náčelnicí a roku 1948 byla Jaroslava Mašková členkou výboru.
Od roku 1952 začala novodobá historie, kdy vzkvétající selská i farní hospodářství násilně skončila v JZD.

### Osobnosti Borotic
Farář P. František Hoppe objevil roku 1883 v archivu borotické fary knihu zádušní z let 1617–1691 s hlaholským písmem. Svým objevem zachránil vzácnou památku, nazvanou Hlaholské zlomky borotické. Při zkoumání v Národním muzeu bylo zjištěno, že v Boroticích nalezené dva listy pocházejí ze žaltáře či breviáře ze 14. století, který ze své vlasti přinesli do Prahy chorvatští mniši, povolaní Karlem IV. do kláštera v Emauzích kolem roku 1350. Farář Hoppe se v době svého dvacetiletého působení velmi zasloužil o Borotice. Konal zde mnoho nejen náboženských, ale i národních slavností, pomáhal farníkům v jejich soukromých záležitostech a aktivně působil při řešení obecních problémů, jako silniční spojení s okolím, zřízení pošty a četnické stanice. Jeho blízkým přítelem byl historik a spisovatel Zikmund Winter, s nímž se spřátelil v křižovnickém klášteře v Praze. Zikmund Winter byl jako chudý student zpěvákem u Křižovníků, v roce 1868 se přihlásil do noviciátu. Po roce však z noviciátu vystoupil, aby se mohl zcela věnovat své dějepisecké zálibě a studiu na filosofické fakultě. S farářem Hoppem si dopisoval a býval u něho hostem na faře v Boroticích. Také v roce 1890 trávil prázdniny se svou rodinou v blízké hubenovské hájovně.
V obci působil zejména kantorský rod Decastello. Jeho tři příslušníci, Josef (1754–1845), František Jakub (1800–1872) a Karel Emanuel (1815–1882), jsou známí jako hudebníci. Z tohoto rodu pochází i český dirigent, hobojista, hudební skladatel a pedagog Vojta Mádlo (1872–1951).
V Boroticích se vyučovalo v č. 23 poblíž fary. Na této škole učil hudebník a varhaník Josef Decastello. Narodil se 11. listopadu 1759 v rodině sládka na Sedlčansku a zemřel 19. února 1845 v borotické škole. V téže škole se 5. června 1801 narodil jeho syn František Seraf. Decastello. Po pedagogických studiích byl již v roce 1823 ustanoven po svém otci učitelem na borotické škole a za svého téměř padesátiletého učitelského působení v ní vychoval celé generace žáků. Byl rovněž znamenitým hudebníkem a ředitelem kostelního kůru. Měl velké zásluhy o obec, školu, chrámovou hudbu i zpěv a dostalo se mu za to mnohých uznání včetně stříbrného záslužného kříže. Byl všestranně vzdělaným a uvědomělým vlastencem. Konal přednášky, psal odborné články, působil na povznesení národního ducha a vzdělání lidu rozšiřováním českých knih a zakládáním knihoven. Zasloužil se o rozšíření borotické školy, jejíž nová budova č. 27 byla postavena roku 1845. V ní také zemřel 14. dubna 1872 ve věku 71 let.
Jeho bratr Karel Emanuel Decastello byl rovněž proslulým pedagogem a odborným spisovatelem. Narodil se v č. 20 dne 29. prosince 1815. Zpočátku byl soukromým učitelem v Praze, pak učil na soukromém Vocelově ústavu. Po odchodu prof. Petra Mužáka, manžela Karoliny Světlé, z Hlavní národní školy Budečské byl v roce 1850 povolán na jeho místo. Měl velké zásluhy o školství zlepšováním názorného vyučování; založil pozoruhodnou sbírku dřevěných modelů, které vlastnoručně vyřezal a odkázal je Novoměstské měšťanské škole v Praze. Zemřel dne 8. listopadu 1882 ve věku 66 let.
Po úmrtí Františka S. Decastella byl ustanoven řídícím učitelem v Boroticích Filip Wiedemann. Narodil se v Osově 1. října 1818 v učitelské rodině. Jeho otec ho vedl k hudbě, a tak již v 11 letech často zastával otce ve hře na varhany. Již v 15 letech absolvoval úspěšně pražskou varhanickou školu. Ovládal mistrně varhany, hrál na mnoho hudebních nástrojů a skládal církevní hudbu. V borotickém kostele se věnoval figurálním mším a zvelebování kostelního zpěvu. Oženil se s Marií Kohoutovou z Dobříše. Jejich dcera Anna se 6. února 1851 provdala v borotickém kostele za Matěje Maška, syna rolníka v Nechalově. Filip Wiedemann zemřel v Boroticích 10. července 1884 ve věku 65 let.
Učitel Josef Decastello učil Jana Nepomuka Zykána. Rozpoznal v bystrém chlapci nadání, a proto mu věnoval zvýšenou pozornost. Chlapec se narodil v Boroticích 5. dubna 1818 a byl nemanželským synem Františky Zykánové a bednářského mistra Jana Poddaného ze Starého Knína. Teprve o tři roky později se rodiče vzali, ale synovi ponechali matčino jméno. Jan se vyučil u otce bednářskému řemeslu. Oženil se a usadil se v Čenkově. Měl dva syny, z nichž mladší František jako čtyřletý zemřel na popáleniny, když při pasení dobytka na poli bez dozoru skákal přes ohníček a chytily na něm šaty. Jan Zykán byl zaníceným písmákem a sběratelem českých starožitností. Zabýval se archeologií, zkoumal různá hradiště a nalézal památky z husitských válek. Shromáždil cennou sbírku popelnic, mincí, zbraní, součástí výzbroje válečníků a jejich koní, "jineckých ráčků" (trilobitů), také starých tisků, listin a rukopisů. Na paměť krvavé bitvy v roce 1422 mezi příbramskými kališníky a dobříšským katolickým pánem Hanušem z Kolovrat dal v roce 1876 postavit na svém pozemku u obory Komorsko malý žulový pomník. Právě v těchto místech přišel o život jeho malý synek, což také připomínal nápis na pomníku. Byl sice samouk, ale v odborných časopisech byly oceňovány jak jeho nálezy, tak i zásluhy na vzbuzení zájmu o české památky. Napsal některé práce, např. Čenkovská kaplička, Popis Čenkova, Okolí Borotické. Zemřel v Bratkovicích 24. listopadu 1884 ve věku 66 let.

## Obecní správa

### Části obce
- Borotice (k. ú. Borotice)
- Čelina (k. ú. Čelina)
- Dražetice (k. ú. Dražetice II)
- Hubenov (k. ú. Hubenov u Borotic)
- Cholín (k. ú. Čelina)

K obci patří také samoty Jezera a Jezero.
Sousedními obcemi sídla jsou Nalžovice, Křepenice, Nový Knín, Drhovy, Drevníky, Chotilsko a Županovice.

### Územněsprávní začlenění
Dějiny územněsprávního začleňování zahrnují období od roku 1850 do současnosti. V chronologickém přehledu je uvedena územně administrativní příslušnost obce v roce, kdy ke změně došlo:
- 1850 země česká, kraj Praha, politický okres Příbram, soudní okres Dobříš[5]
- 1855 země česká, kraj Praha, soudní okres Dobříš
- 1868 země česká, politický okres Příbram, soudní okres Dobříš
- 1939 země česká, Oberlandrat Tábor, politický okres Příbram, soudní okres Dobříš[6]
- 1942 země česká, Oberlandrat Praha, politický okres Příbram, soudní okres Dobříš[7]
- 1945 země česká, správní okres Příbram, soudní okres Dobříš[8]
- 1949 Pražský kraj, okres Dobříš[9]
- 1960 Středočeský kraj, okres Příbram
- 2003 Středočeský kraj, okres Příbram, obec s rozšířenou působností Dobříš

## Pamětihodnosti
- Kostel Nanebevzetí Panny Marie. Původně gotický, přestavěn barokně, pozdější úpravy
- Barokní fara
- Zámek Čelina a židovský hřbitov
- V místní části Dražetice venkovská usedlost
- Severovýchodně na vrchu Rohatec stopy po dolování zlata

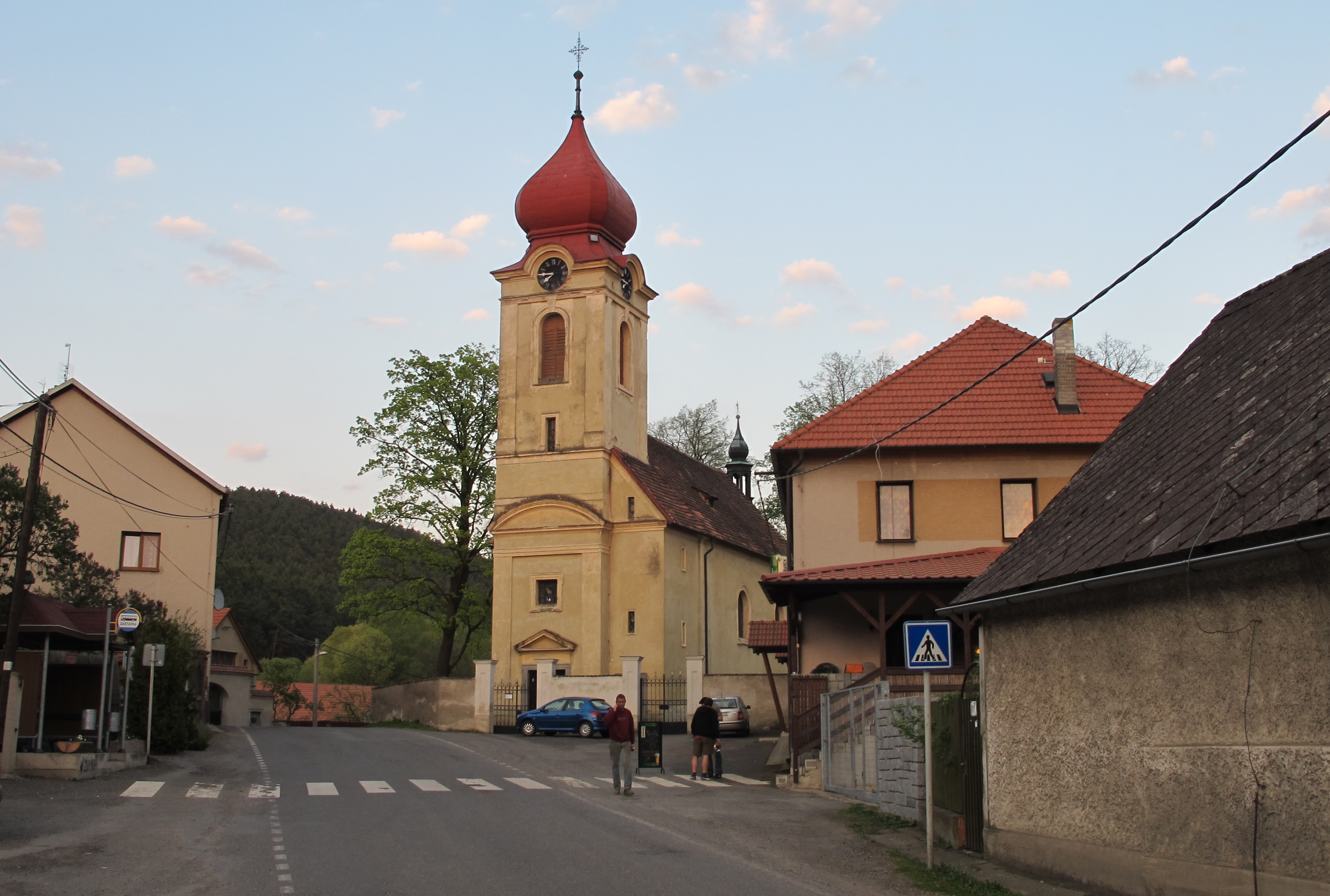
Kostel Nanebevzetí Panny Marie v Boroticích

## Společnost

### Rok 1932
V obci Borotice (492 obyvatel, poštovní úřad, četnická stanice, katol. kostel) byly v roce 1932 evidovány tyto živnosti a obchody: 2 autodopravci, cihelna, hospodářské družstvo pro vzájemné pojišťování dobytka, 2 hostince, kovář, krejčí, 2 obuvníci, pekař, řezník, 3 obchody se smíšeným zbožím, Spořitelní a záložní spolek pro Borotice, švadlena, truhlář, velkostatek Lesního úřadu řádu Křižovníků s červenou hvězdou.
V obci Čelina (přísl. Cholín, 282 obyvatel, četnická stanice, samostatná obec se později stala součástí Borotice) byly v roce 1932 evidovány tyto živnosti a obchody: 3 hostince, jirchárna Roth Alfred, kovář, krejčí, 2 mlýny, pekař, 2 řezníci, 2 obchody se smíšeným zbožím, švadlena, 2 trafiky, 2 velkostatky.
V obci Hubenov (228 obyvatel, samostatná obec se později stala součástí Borotice) byly v roce 1932 evidovány tyto živnosti a obchody: hostinec, 5 mlýnů, pila, 4 rolníci, obchod se smíšeným zbožím, trafika.

## Sport
V obci se hraje fotbal. V sezóně 2007/2008 se 14. června 2008 na místním hřišti stali místní hráči TJ Vltavan Borotice mistry III. třídy.

## Doprava

### Dopravní síť
Obcí vede silnice II/119 Dobříš – Sedlčany. Do obce dále vede silnice III. třídy. Železniční trať ani stanice či zastávka na území obce nejsou.

### Autobusová doprava 2024
Autobusovou dopravu v obci Borotice zajišťují společnosti Arriva Střední Čechy a ČSAD AUTOBUSY České Budějovice. Obec je součástí Pražské integrované dopravy (PID). V obci se nacházejí zastávky Borotice a Borotice,u lípy. Mezi další zastávky spadající pod obec jsou Borotice,Čelina, Borotice,Čelina,rozc., Borotice,Dražetice, Borotice,Dražetice,rozc., Borotice,Hubenov, Borotice,Cholín, Borotice,rozc. a Borotice,Rozc.Smilovice. Obec obsluhují autobusové linky 450, 514 a 515. Ostatní místní části obsluhují autobusové linky 360 a 525. Linka 360 vede z Prahy ze Smíchovského nádraží a pokračuje ve směru Dobříš, Stará Huť, Mokrovraty, Nový Knín, Sudovice, Korkyně, Chotilsko, Čelina, Nalžovice, Kňovice, Kňovičky a končí v Sedlčanech. Linka 450 spojuje Dobříš se Sedlčany a Milevskem. V současnosti (2024) je tato linka provozována pouze v úseku Sedlčany – Milevsko kvůli uzavírce komunikace v Davli a u Borotic. Linka 514 propojuje Dobříš a obce Rybníky, Drhovy, Borotice, Drevníky a Županovice. Linka 515 spojuje Příbram s obcemi Dubno, Drásov, Višňová, Ouběnice, Daleké Dušníky, Nečín, Hřiměždice, Drevníky, Županovice a Borotice. Linka 525 je okružní a vede z Nového Knína přes Libčice, Kozí Hory, Chramiště, Dražetice a poté se vrací zpět do Nového Knína.

## Turistika
- Cyklistika – Místní částí Čelina vede cyklotrasa č. 301 Krásná Hora – Kamýk nad Vltavou – Čelina – Prostřední Lhota – Čím – Buš.
- Pěší turistika – Územím obce procházejí turistické trasy  Hříměždice – Hranice-hájovna – Strž a  Hříměždice – Hubenovská zátoka – Cholín-most – Mokrsko.